# TRAPPIST-1 e
2MASS J23062928-0502285 e
TRAPPIST-1 e est la quatrième exoplanète tellurique du système planétaire de TRAPPIST-1 dont la découverte est annoncée en 2017. C'est la cinquième plus grosse planète du système.

## Caractéristiques

### Caractéristiques physiques
Cette exoplanète serait celle qui a le plus de ressemblances à la Terre du système de TRAPPIST-1. En effet, TRAPPIST-1 e est légèrement plus dense que notre planète et fait à peu près la même taille que la Terre. Elle a un rayon de 0,915 fois la Terre avec une incertitude de 0,025, soit à peu près 5 829 km. Sa masse fait environ 0,772 fois celle de la Terre et sa densité fait environ 1,024 fois celle de la Terre. TRAPPIST-1 e ainsi que d'autres planètes pourraient contenir beaucoup d'eau voire être des planètes océans. Sa température moyenne est 246 K (-27,15°) mais vu que la planète est en rotation synchrone, il y ferait plus chaud dans la partie éclairée par son étoile et l'eau y serait à l'état liquide, et au contraire plus froid dans la partie non-éclairée où elle serait à l'état solide,.Son diamètre est de 11 595 km.

### Caractéristiques orbitales
Cette planète orbite autour de son étoile en environ 6 jours et est à environ 0,037 UA de son étoile, soit environ 5,55 millions de km. La Terre est à 150 millions de km du Soleil, mais l'étoile est une naine brune et sa luminosité n'est pas très importante ce qui permet à la planète d'être dans la zone habitable.

### Noyau
Cette planète aurait un gros noyau de fer comme la Terre et ce serait la seule planète du système avec ce type de noyau qu'on ait découvert autour de l'étoile. Cette observation fait que c'est la planète la plus ressemblante à la Terre de TRAPPIST-1.

## Habitabilité
Cette planète, la plus centrée de la zone habitable après TRAPPIST-1 f parfaitement au milieu mais moins clémente à la vie notamment pour sa température très basse, et étant à la bonne distance de son étoile, l'eau pourrait être donc à l'état liquide ou de glace. Si l'eau est à l'état liquide, une vie extraterrestre pourrait se développer sur cette planète qui ressemble le plus à la Terre. Et étant en rotation synchrone le côté le plus éclairé (celui éclairé continuellement) a de bien plus hautes probabilités d'avoir de l'eau sous forme liquide et donc d'abriter la vie. Ce qui fait que, similairement à Proxima Centauri b (ne présentant qu'une mince partie apte à la vie), TRAPPIST-1 e pourrait avoir une partie habitable et l'autre non.
La planète présente un IST de 0,85.